# Richard II Óg Burke
Richard Óg Burke  (mort le 31 août 1519) est le 7e seigneur de Clanricard de 1509 à  1519

## Origine
Richard Óg Burke, est le 4e fils de Ulick Ruadh Burke

## Biographie
Richard II  Óg  Burke dont le surnom gaélique signifie « le Jeune » est élu Mac William Oughter ou Mac William Uachtar c'est-à-dire chef des Burkes Bas/Sud de Clanricard dans le comté de Galway après la mort de son frère aîné Ulick Fionn Burke en 1509. Ils sont tous deux les fils de Ulick Ruadh Mac William mort en 1485.  Lorsque Richard Óg meurt en 1519 le Les Annales de Connacht et les Annales des quatre maîtres  se réfèrent à lui comme « homme puissant et opulent » c'est son neveu Ulick Óg Burke le fils de son prédécesseur qui est reconnu Mac William Uachtar

## Unions et postérité
Richard Óg laisse deux fils: 
- Thomas tánaiste mort vers 1543 père de John Burke de Derrymaclaghna († 1572) lui-même père de Richard Burke († 1593);
- Sir Uilleag Burke 13e Mac William Uachtar en opposition.

## Généalogie
- Ulick Ruadh Burke  († 1485)
  - Edmund  († 1486)
    - Ricard de Roscam († 1517)
      - John (fl. 1536)

  - Ulick Fionn Burke
    - Ulick Óg Burke
    - Richard Mór Burke
      - Ulick na gCeann 1er comte de Clanricard
        - Richard Sassanach 2e comte de Clanricard
          - Ulick Burke (3e comte de Clanricard)
            - Richard Burke (4e comte de Clanricarde)
              - Ulick Burke (1er marquis de Clanricarde)

        - John
        - Thomas Feranta († 1546)
        - Edmund
        - Redmond na Scuab († 1596)

    - Redmond
      - Roland Burke († 1580) évêque de Clonfert

    - Risdeárd Bacach Burke

  - Meiler abbé de Tuan
  - John  (tánaiste) († 1508)
  - Richard II Óg Burke († 1519)
    - Sir Uilleag Burke
      - Thomas Balh

    - Thomas (tánaiste) († vers 1543)
      - John de Derrymaclaghna († 1572)
        - Ricard  († 1593) ancêtre des Burke de Derrymaclaghna

## Sources
- (en) T.W Moody, F.X. Martin, F.J. Byrne A New History of Ireland, Volume IX Maps, Genealogies, Lists. A companion to Irish History part II . Oxford University Press réédition 2011  (ISBN 9780199593064).
- (en)  Martin J. Black Journal of the Galway Archeological and Historical Society Vol VII no 1 « Notes on the Persons Named in the Obituary Book of the Franciscan Abbey at Galway » 1-28.